# Armada Imperial China
La Armada Imperial China (chino:中华帝国海军) o también conocida como Nueva marina Qing (chino:清朝新式海軍) y Marina Real de China (chino:中國皇家海軍), fue una moderna flota del Imperio Qing establecida en 1875. Las fuerzas navales imperiales en China comenzaron a existir a partir de 1132 durante la Dinastía Song y existieron de alguna forma hasta el final del período Qing en 1912. Sin embargo, la "Armada Imperial China" usualmente solo se refiere a la armada de la Dinastía Qing que existió entre 1875 y 1912.

## Historia

### Precursores

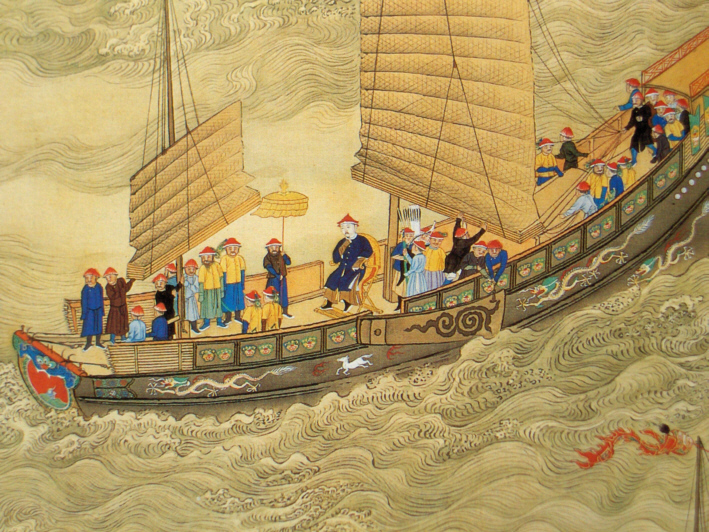
El emperador Kangxi en una gira, a bordo de un junco,.

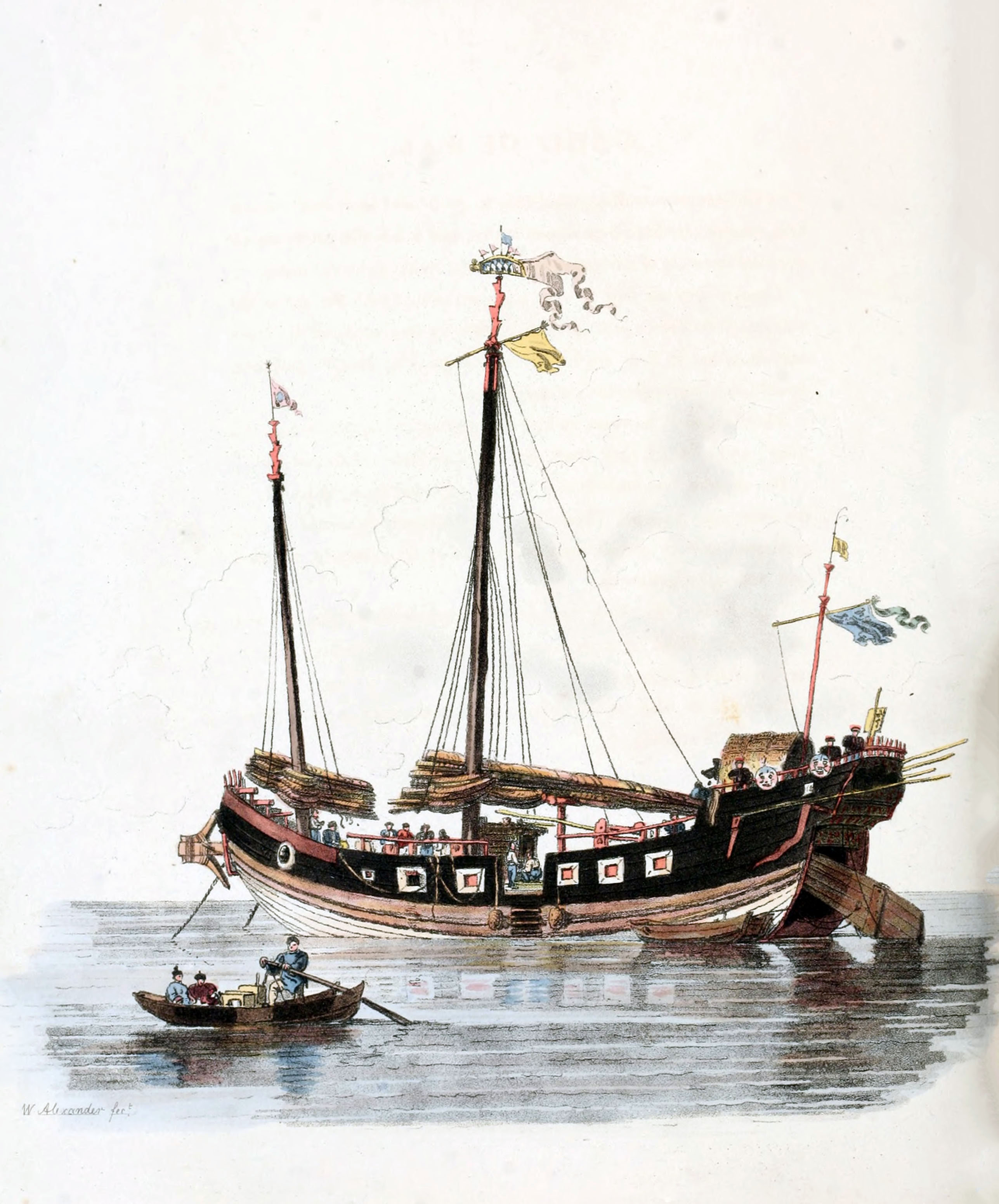
Barco de guerra chino, fines del.

Con anterioridad al siglo XII, los buques navales chinos no fueron organizados a una fuerza uniforme. El final de la dinastía Song en 1293 estuvo marcado por la Batalla de Yamen , donde una flota Song de 1000 barcos (la mayoría de los cuales eran barcos de transporte y apoyo) fue derrotada por una flota mongola de 50 naves.
La dinastía Yuan Mongol pudo reunir y comandar flotas de tamaño sin precedentes. Las flotas de Yuan se usaron en las invasiones de Vietnam en 1258 y luego en la década de 1280 , Japón en 1281, y Java en 1293.

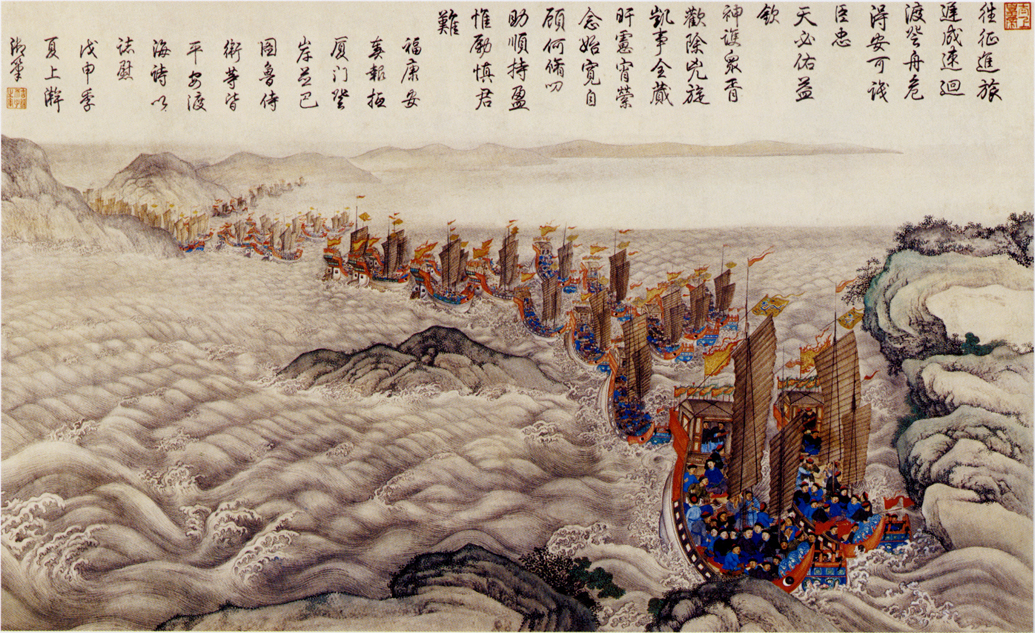
Una escena de la campaña de Taiwán de 1787-1788.

Durante la dinastía Ming , el Almirante Zheng He comandó la flota del Tesoro, una gran flota expedicionaria, durante sus viajes en el siglo XV . Sin embargo, el imperio Ming luego se volvió aislacionista. Sin embargo, la reducida flota costera de Ming pudo dominar a otras marinas asiáticas y defenderse de los merodeadores. En 1521, en la Batalla de Tunmen un escuadrón de juncos navales Ming derrotó a una flota de carabelas portuguesas, que fue seguida por otra victoria Ming contra una flota portuguesa en la Batalla de Xicaowan en 1522. En 1633, una armada Ming derrotó a una flota europea durante la Batalla de Liaoluo Bay, cuando una flota de 50 grandes juncos, equipados con cañones británicos, ayudados por 100 barcos en llamas, derrotó a una flota de 20 barcos de la Compañía Holandesa de las Indias Orientales y 50 barcos piratas.

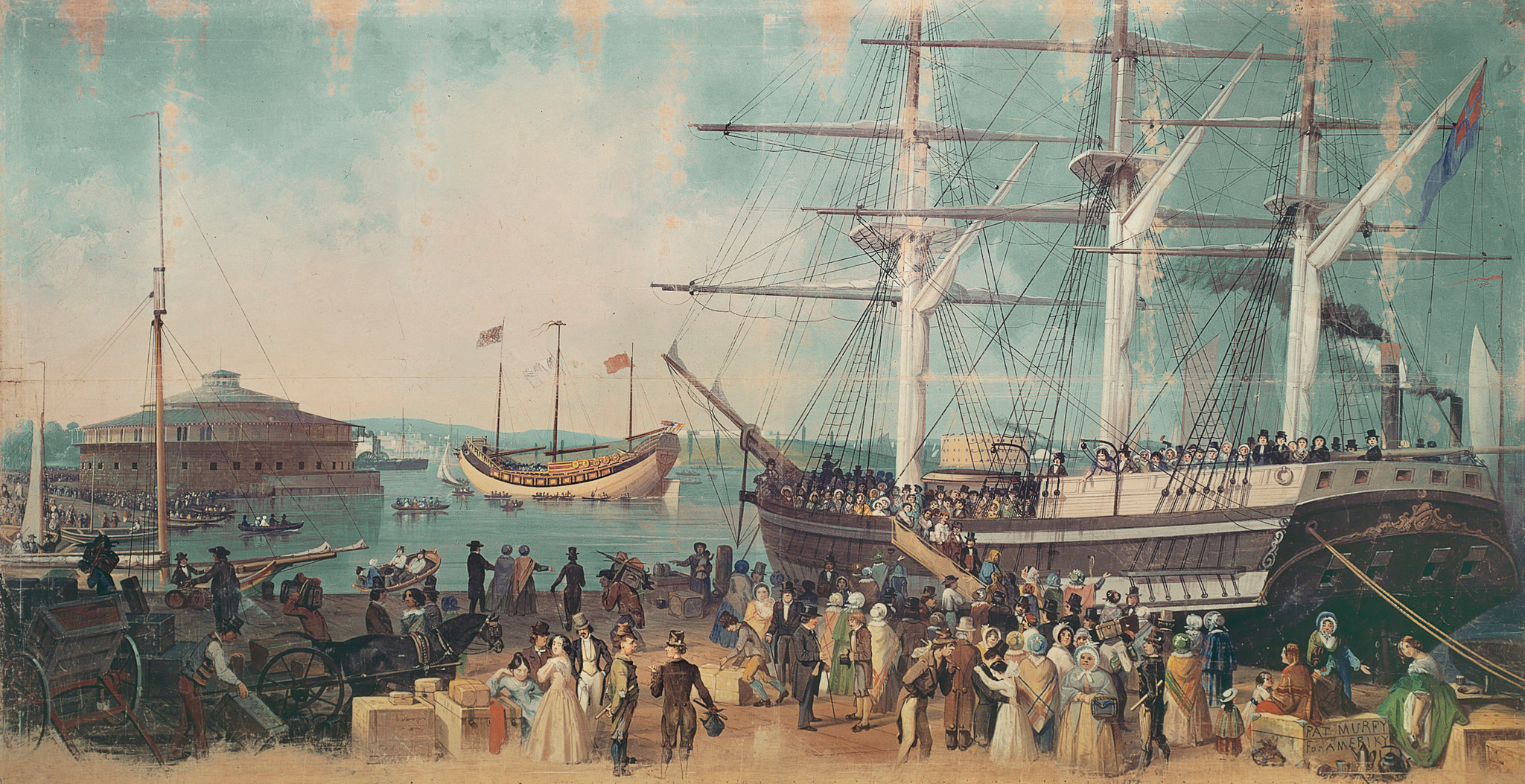
Junco Keying en el puerto de Nueva York en julio de 1847.

La continuidad de la política de " prohibición del mar " durante el periodo temprano de la dinastía Qing significó el estancamiento en el desarrollo del poder naval . En 1677, la corte Qing restableció la Flota de Fujian para combatir a los lealistas de los Ming, el Reino de Tungning basado en Taiwán. Este conflicto culminó en la victoria de Qing en la Batalla de Penghu en 1683 y la rendición de Tungning poco después de la batalla.
Grandes juncos oceánicos jugaron un papel clave en el comercio asiático hasta el siglo XIX. Uno de estos juncos, el Keying , navegó desde China alrededor del Cabo de Buena Esperanza hasta los Estados Unidos e Inglaterra entre 1846 y 1848. Muchos juncos fueron equipados con carronadas y otras armas para usos navales o piratas. Estos buques fueron llamados típicamente "juncos de guerra" o "juncos armados" por las armadas occidentales que comenzaron a ingresar a la región con mayor frecuencia en el siglo XVIII.

Vapor británico Nemesis destruye juncos chinos durante la primera guerra del opio.

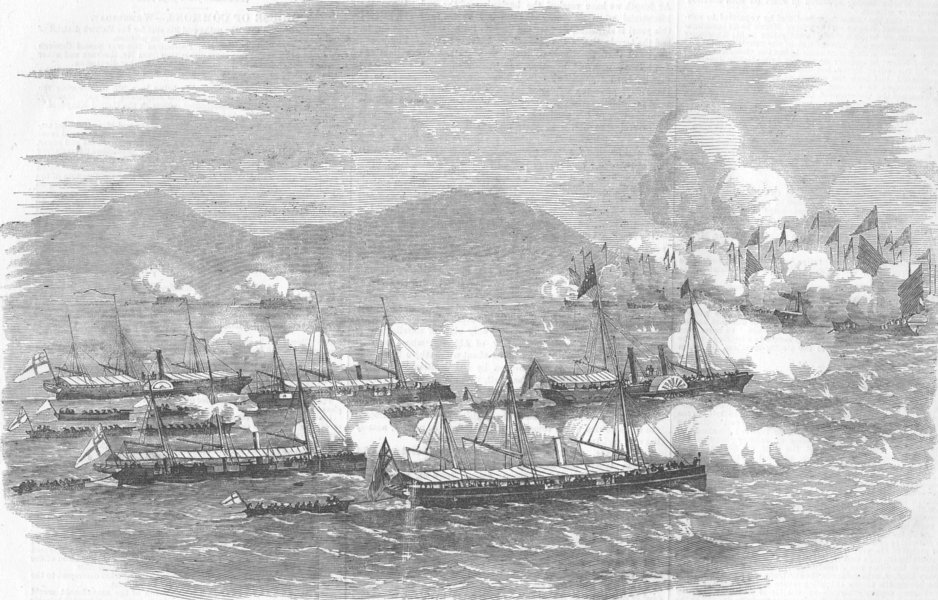
segunda guerra del Opio, batalla de Escape Creek, mayo de 1857.

Entre 1839 a 1842 se libró la primera guerra del Opio contra Inglaterra. Desde el inicio de la guerra, la armada china estaba en grave desventaja. Los juncos de guerra chinos estaban destinados a ser utilizados contra piratas o tipos de embarcaciones equivalentes, y eran más efectivos en enfrentamientos a corta distancia en los ríos. Debido a la lentitud de sus barcos, los capitanes Qing se encontraban constantemente navegando hacia las naves británicas mucho más maniobrables, y como consecuencia los chinos solo podían usar sus cañones de proa. El tamaño de los barcos británicos hacía que las tácticas de abordaje tradicionales fueran inútiles, y los juncos llevaban cantidades menores de armamento y de calidad muy inferior. Además, los barcos chinos estaban mal blindados; en varias batallas, proyectiles y cohetes británicos penetraron en las santabárbara chinas y detonaron los suministros de pólvora. Buques de vapor altamente maniobrables como el HMS Némesis podían diezmar pequeñas flotas de juncos, ya que los juncos tenían pocas posibilidades de alcanzar o capturar a los más rápidos vapores británicos. La guerra terminó con la derrota Qing.
La segunda guerra del Opio demostró la absoluta inutilidad de la flota china premoderna cuando se enfrentó a las marinas europeas modernas, cuando 300 juncos navales chinos casi no dañaron a 56 ironclads británicos y franceses. Después de la guerra, un importante movimiento de modernización, conocido como el Movimiento de autofortalecimiento, comenzó en China en la década de 1860 y se iniciaron varias reformas institucionales. En la década de 1860, se hizo un intento de establecer una armada moderna a través de  construcción británica mandada por Sherard Osborn (La flota de Osborn o "Flota Vampiro") para combatir a las cañoneras construidas en los Estados Unidos de los rebeldes Taiping, pero fue abortada debido a desacuerdos sobre el comando y el personal.

### Establecimiento de la armada Qing

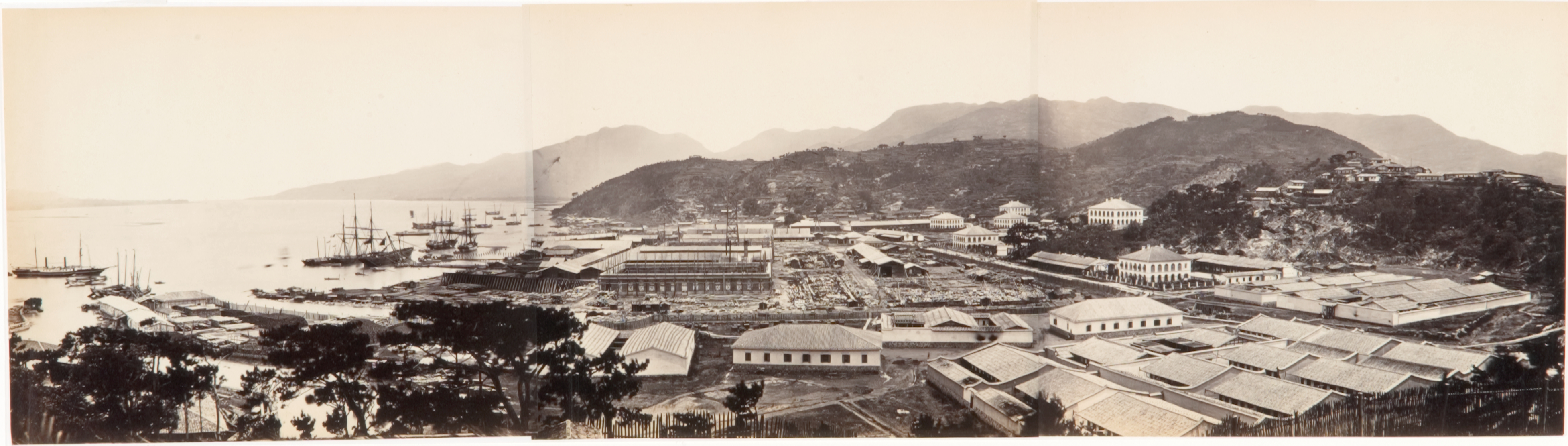
Astillero de Fuzhou (o Foochow) en construcción, entre 1867 y 1871.

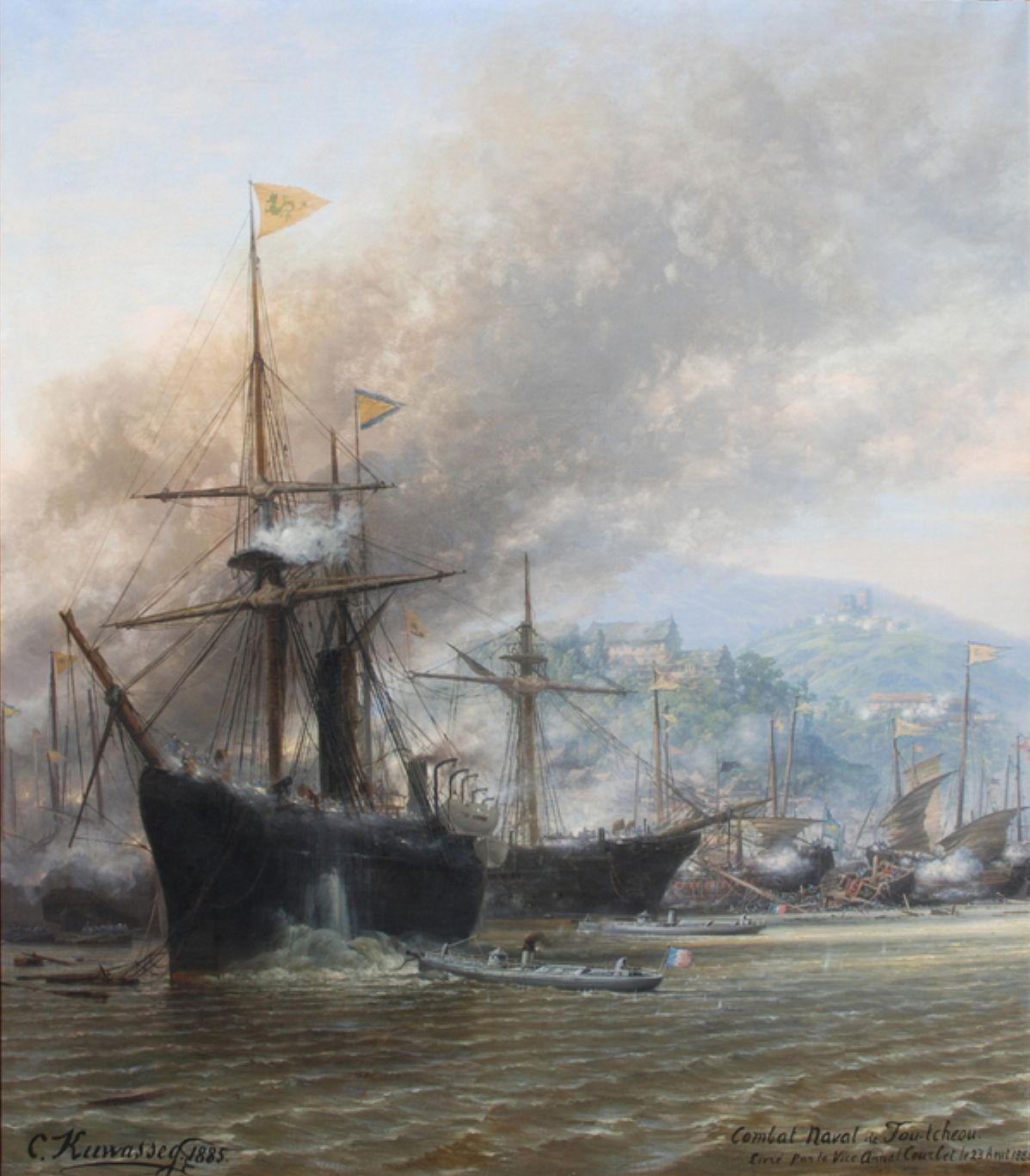
Guerra franco-china, bombardeo de Foutcheou 1885,en la pintura se ve al buque chino de madera Fuxing

Las derrotas en las guerras anteriores dieron un énfasis importante a las reformas para mejorar el armamento de los ejércitos chinos. Con el fin de producir rifles modernos, artillería y municiones, Zeng Guofan creó un arsenal en Suzhou, que se trasladó a Shanghái y se expandió al Arsenal de Jiangnan . En 1866 se creó el sofisticado Astillero Fuzhou bajo la dirección de Zuo Zongtang , cuyo objetivo es la construcción de buques de guerra modernos para la defensa costera. De 1867 a 1874 se construyeron quince nuevos barcos. Prosper Giquel, un oficial naval francés que se desempeñó como asesor en el Astillero Fuzhou, escribió en 1872 que China se estaba convirtiendo rápidamente en un rival formidable para las potencias occidentales.

Corbeta Yangwu, construida en el astillero de Fuzhou en 1872.

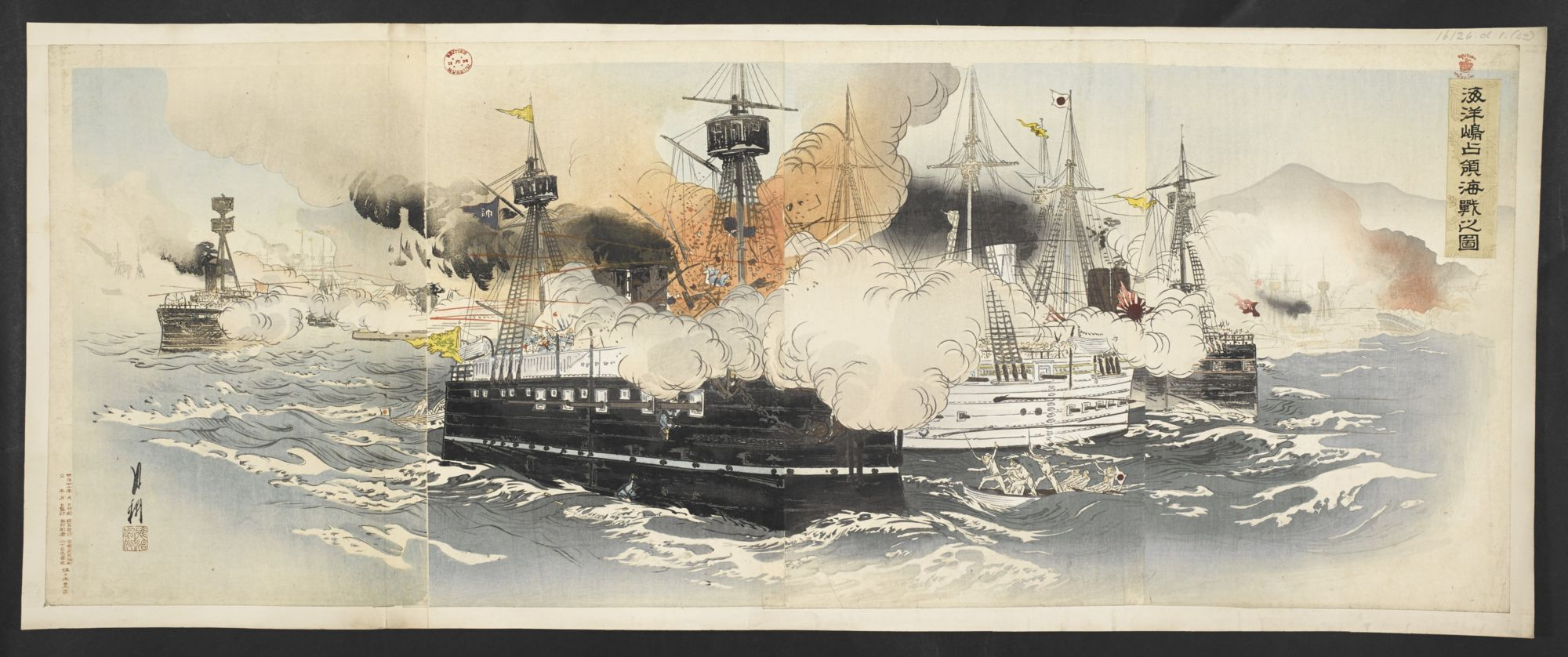
Batalla naval de Haiyang, primera guerra sino-japonesa.

En 1874, una incursión japonesa en Taiwán expuso la vulnerabilidad de China en el mar. Se hizo una propuesta para establecer tres flotas costeras modernas: la del Mar del Norte o Flota Beiyang, para defender el Mar Amarillo , la del Mar del Sur o Flota Nanyang, para defender el Mar de China Oriental y la del Mar de Cantón o Flota Yueyang para defender el estrecho de Taiwán y el Mar del Sur de China. La Flota de Beiyang, establecida para defender la sección de la costa más cercana a la capital Beijing, fue priorizada.
Se ordenaron una serie de buques de guerra de Gran Bretaña y Alemania a fines de la década de 1870, y se construyeron bases navales en Port Arthur y Weihaiwei . Los primeros barcos de fabricación británica se entregaron en 1881, y la Flota de Beiyang se estableció formalmente en 1888. En 1894, la Flota de Beiyang fue sobre el papel la armada más fuerte de Asia en ese momento. Sin embargo, esta se perdió en gran parte durante la Primera Guerra Sino-Japonesa .
La flota de Nanyang también se estableció en 1875, y creció con naves de guerra en su mayoría construidas en el país y un pequeño número de adquisiciones de Gran Bretaña y Alemania. La Flota de Nanyang luchó en la Guerra franco-china .
Las flotas de Fujian y Guangdong se convirtieron en parte de la armada imperial después de 1875. La Flota de Fujian fue casi aniquilada durante la Guerra entre China y Francia, y solo fue capaz de adquirir dos nuevos barcos a partir de entonces. En 1891, debido a recortes presupuestarios, la Flota de Fujian era apenas una flota viable. La flota de Guangdong se estableció a fines de la década de 1860 y estaba estacionada en Whampoa , en Cantón (ahora Guangzhou). Los barcos de la Flota de Guangdong recorrieron el Mar del Sur de China en 1909 como una demostración del control chino sobre el mar.
Después de la Primera Guerra Sino-japonesa, Zhang Zhidong estableció una flota fluvial en Hubei .
En 1909, los remanentes de las flotas de Beiyang, Nanyang, Guangdong y Fujian, junto con la flota de Hubei, se fusionaron y reorganizaron en la Flota de alta Mar y la Flota Fluvial.

### Armadas sucesoras
Después de la Revolución de Xinhai en 1911 y del establecimiento de la República de China en 1912, la Armada Imperial China fue reemplazada por la Armada de la República de China. La Armada del Ejército Popular de Liberación fue establecida a principios de 1949 por el Partido Comunista de China , y luego del establecimiento de la República Popular de China ese año se convirtió en la armada principal de China.

## Flotas
- Flota de Beiyang (北洋水師) - Flota del Mar Del norte estacionada en Weihaiwei
- Flota de Nanyang (南洋水師)- Flota del Mar Del sur estacionada en Shanghái
- Flota de Guangdong (廣東水師)- estacionada en Cantón (ahora Guangzhou)
- Flota de Fujian (福建水师)- estacionada en Fuzhou, fundada en 1678 como la Flota Marina de Fujian[2]

## Bases
- Flota Beiyang: Isla Liugong, Weihaihwei (1888-1895); ocupado por Japón 1895-1898, arrendado a Gran Bretaña 1898-1940 (hasta 1930 como parte de Weihaiwei ); reocupado por Japón 1940-1945; utilizado por las fuerzas comunistas desde 1945.
  - Tianjin, sede de la Academia Naval de Tianjin.
  - Lüshunkou, Dalian (1888-1895); ocupado por Japón 1895-1898, arrendado a Rusia 1898-1904; ocupado por Japón 1904-1945; arrendado a la Unión Soviética 1945-1955; regresó a China en 1955.
- Flota de Nanyang: Shanghái, Nankín
- Flota de Fujian: Foochow Arsenal , cerca de Fuzhou (1866-1884) -  base de la flota de la marina Qing y sede naval y escuela de administración naval a fines del siglo XIX; antiguo centro de construcción naval.
- Flota de Guangdong: Whampoa, Cantón

## Comandancia
En 1885, después de la Guerra franco-china , la corte Qing estableció una Oficina de Naval para supervisar la armada. En 1910, como parte de las reformas de la estructura del gobierno Qing, la Oficina Naval fue reemplazada por un Ministerio de la Armada, encabezado por un Secretario de la Armada.
Los rangos más altos de la marina después de la fusión de las flotas en 1909 fueron:
- Almirante de la Armada Imperial de China (Zheng Dutong)
- Vicealmirante de la Armada Imperial China (Fu Dutong)
- Contraalmirante de la Armada Imperial de China (Xie Dutong)
- Comodoro de la Armada Imperial de China (Tongdai)
- Comandante de flota de la Armada Imperial de China (Duizhang)

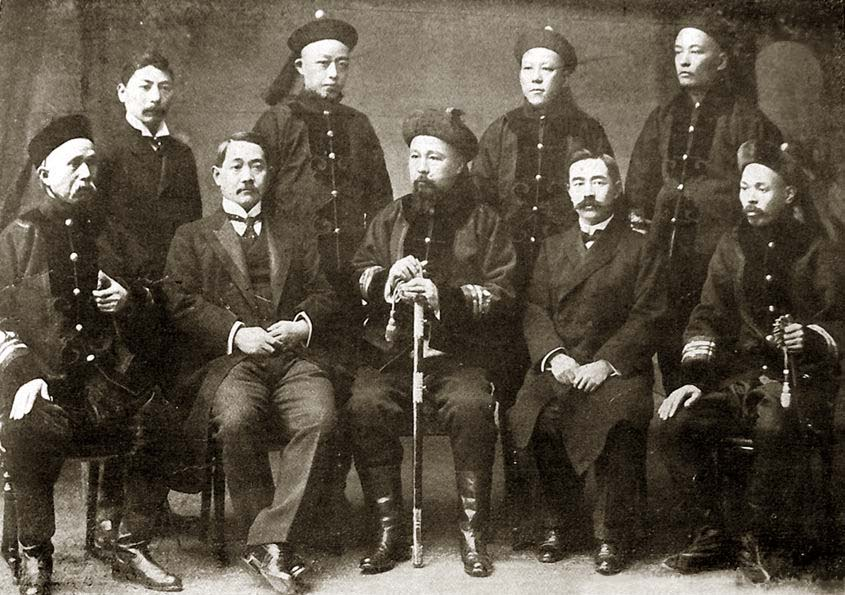
Oficiales de la flota Beiyang junto con constructores navales japoneses, antes de 1894.

## Banderas
Las banderas que se muestran son para la Armada Imperial China durante el período de 1909 a 1911:

Enseña Naval de la Armada Imperial China
Bandera de la Secretaria de la Marina Imperial China
Bandera de comando para el Almirante de la Marina Imperial China
Bandera de comando para el vicealmirante de la marina imperial china
Bandera de comando para Contraalmirante de la Marina China Imperial
Bandera de comando para comodoro de la Armada Imperial de China
Bandera de comando para oficial/Comandante de flota de la Armada China Imperial
Banderín de la marina de guerra imperial china
Banderín de la Comisión de la Marina Imperial de China

Notas: El comodoro no era un rango sustantivo, sino más bien un capitán al mando de un escuadrón.